# Янински етнографски музей
Етнографският музей на Янина е общински музей находящ се в бившата Аслан паша джамия и двора ѝ в град Янина, Гърция. 

## Експозиция
Музейната постоянна експозиция включва керамика, снимки и други традиционни декоративни елементи, както и бижута, текстил, оръжия ръчна изработка, резбовани мебели и няколко лични предмета, принадлежали на исторически личности родом или свързани с Янина.
Има и ранни фотографии и картини от преди града със землището му да бъде присъединен към Гърция след известната обсада на Янина. Освен това музеят е домакин на изложби посветени на исторически теми, както и на изложби.
Входът е 3 евро, а за ученици и студенти – 1 евро.

## Галерия
- Сградата на музея с минарето
- Връхни дрехи
- Характерният "корниз „вълчи зъб“" изцяло доминира интериора